# 琉球救国運動
琉球救国運動（りゅうきゅうきゅうこくうんどう）は、日本による琉球併合に反対して琉球国の回復を目指した運動である。1879年の廃藩置県前後から日清戦争前後に至るまで4半世紀に及び、主に琉球士族層によって展開された。
救国運動の中で主要な運動は清においての救援請願活動である。それ以外にも琉球処分に対する抗議、連帯による日本支配へのボイコット、旧官吏の官職への就任拒否、ストライキ、サボタージュなどによる様々な形態で運動が展開された。
中心人物は国頭盛乗(1874年渡清)、幸地朝常(1876年渡清)、富川盛奎・浦添朝忠(1882年渡清)であり、いずれも福州、北京、天津で活動を行い、清において客死した。

## 概要
琉球救国運動の展開は大きく3つにわけることができる。
1. 東京・神戸などにおける清国公使などへの請願活動
2. 琉球内部における沖縄県政不服従運動
3. 福州・天津・北京などにおける清国政府当局への請願活動

16世紀の尚真王のときに刀狩が行われ、士族も民衆も武器を持っておらず、まとまった軍備を持たなかったため、武力抵抗が極めて困難であり、蜂起の企ては存在したものの不可能だった。したがって、宗主国による外交的・軍事的救援こそが唯一の手段と考えられ、運動は清国に亡命した「脱清人」が清国政府に対して琉球問題をめぐる対日外交談判の開始もしくは軍事出動を促すことに注力した。
琉球士族層では政治的な亀裂から2つの派閥に分かれていた。
1. 頑固党(亀川党、黒党、黒頭派)：主流派。反日親清。首里および久米村の上層部からなる。
2. 開化党(白党)：非主流派。親日。日和見主義であり、下級士族からなる。

頑固党は亀川盛武を中心とする保守派であり、清への亡命と救援要請の請願が行われた。一方の開化党は日本による沖縄領有を避けられないものと考え、沖縄県政に協力した。数の上では頑固党が上回っており、主流の強硬派であった。
なお、救国運動をめぐる2つの派閥の対立は身近な人間関係での軋轢となり、家族や一族、さらには地域内でのしこりとして残った。

## 運動の呼称
この運動に関して明治期の公文書では、「脱清」「脱清人」「復藩運動」「旧藩復旧運動」という語が用いられていた。
研究では、「王位復旧運動」(齋藤良衛)、「王位復辟運動」(植田捿雄)、「脱清運動」(安良城盛昭・高良倉吉)、「脱沖渡清(脱清運動)」(我部政男)、「尚家の復権運動」(比嘉春潮)、「日清両属歎願運動」(尚球)、「琉球復旧運動」(比屋根照夫)、「『琉球処分』反対運動」(仲地哲夫)、「琉球抗日復国運動」(林泉忠)などさまざまな呼称が存在する。

## 経緯

### 琉球藩設置から琉球処分まで
1872年に琉球藩を設置した日本政府は、1873年に内務省を設置し、琉球問題を清国との間の帰属問題ではなく国内問題として処理する構えで1874年9月に琉球問題の担当を外務省から移管した。
1875年7月10日に大久保利通の命を受けた内務大丞松田道之が琉球に渡り、7月14日には首里城にて三司官の浦添朝昭、池城安規、富川盛奎に対して琉清関係断絶を命じる文書を読み上げて手渡した。日本の要求は
1. 清国への朝貢の停止
2. 年号「明治」の使用
3. 日本の法律の施行
4. 「藩政」改革
5. 「藩王」の上京

である。会談は数十回に及び、琉球側は当然この要求を拒否し、清との関係は維持したままで内政面では譲歩することで一定の妥協はなされたが、会談は物別れに終わった。東京に戻った松田は強制的な処分と守備軍の駐留を答申し、政府は琉球処分の準備を進めることとなった。この段階では依然として琉球国は存在したため、運動としては日本の要求を拒否することが主眼に置かれた。
琉球における松田との談判と併せて、東京では池城安規を代表とする陳情特使らが東京にある「琉球藩邸」を拠点として琉球と清国の関係断絶に反対し、日清間の外交問題として扱ってほしいとの請願活動を行った。1875年10月から1876年10月の1年間で十数回に及んで太政大臣や右大臣に請願書を提出したが、いずれも棄却された。1876年5月には日本政府によって退去命令を出されるが、依然として請願活動をつづける。東京での請願活動に限界を感じた特使らは、清国政府に直接働きかけることを模索しており、1876年に池城安規の内命を受けた幸地朝常は病気を理由に日本官吏との接触を断って12月に19人を連れて名護から八重山経由で清国に発つ。1877年3月に福州に到着して国頭盛乗らと合流し、その年の半ばから清国における嘆願活動が始まる。
1877年12月には清から初代駐日公使として何如璋が来日すると、富川盛奎らは泣いて援助を要請する。何如璋の支持によって清国内での陳情活動が公認される。また、東京における請願活動の対象が日本政府からオランダ・フランス・アメリカ・イギリスの駐日公使など諸外国使節へと移る。この時期は琉球問題を日清間の外交交渉に持ち込むことが目指された。
東京では1878年12月に太政官布告が発布され、東京駐在の琉球使節一行に対して全員退去が命じられる。これをもって東京における救国運動に終止符が打たれる。
そして、1879年3月から4月にかけて琉球併合が行われる。

### 琉球処分から日清戦争まで

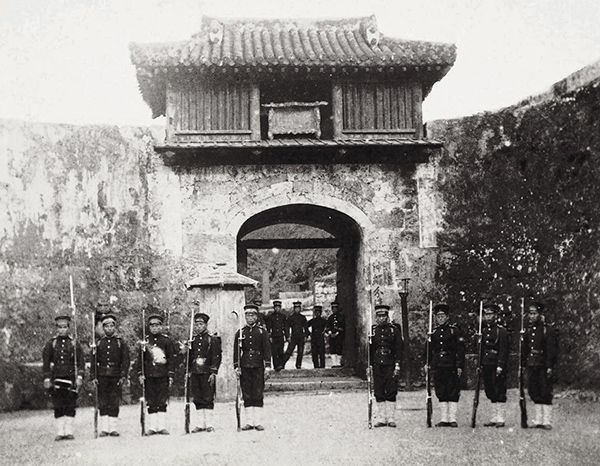
琉球処分時に、首里城の歓會門前に立つ日本政府軍

琉球処分が断行されると、琉球側は士族代表を含め53人の署名で琉球指導層の意思として併合拒否の嘆願書を提出し、併合作業への協力の命令に対する拒否の姿勢を示した。
琉球指導部は併合によって、指導部と士族による抵抗では足りないと意識し、日本の官職についた者の首を刎ねるといった誓約書を作り、地方の間切(村)や島の下級役人も連帯を呼びかけた。それに呼応して各地方の島や村の役人も大衆に「日本人には協力をしない」との旨の血判書を作らせた。この不服従運動によって各地の役場が門を開くことができない状況となった。
1879年8月になると県政が施行できない状況を打破すべく、県令の鍋島直彬が強硬派である頑固党の役人をはじめとして各地の役人の拘束を進める。ひと月の間に三司官クラスの上級幹部から離島の下級役人に至るまで100人前後が留置所に捕らえられ、両手を縄で縛り、梁に吊るし、つえで殴るという拷問が行われ、悲鳴や鳴き声が数百メートル遠くまで響いた。琉球指導部は戦略の転換を迫られ、9月14日に拘束されている役人の釈放と県政への恭順を示す誓約書を県庁へ提出した。9月22日に浦添朝昭・富川盛奎は八等出仕に任命され、県庁顧問となるなど県庁内部に旧琉球政府の首脳の配置が進み、沖縄統治の中枢機関としての県庁の基盤が固まった。これをもって組織的な抵抗活動は表面上終焉を迎えた。
1879年9月の旧琉球政府指導部の恭順表明によって琉球における救国運動は地下活動となり、運動の主要舞台が清に移った。清で請願活動を行っていた幸地朝常は琉球処分の一報に接して、福州を離れ北京に移動したのち、天津にて3度にわたって李鴻章に直訴した。琉球救護の要請と日本の外務大臣寺島宗則への反論を文書として提出した。

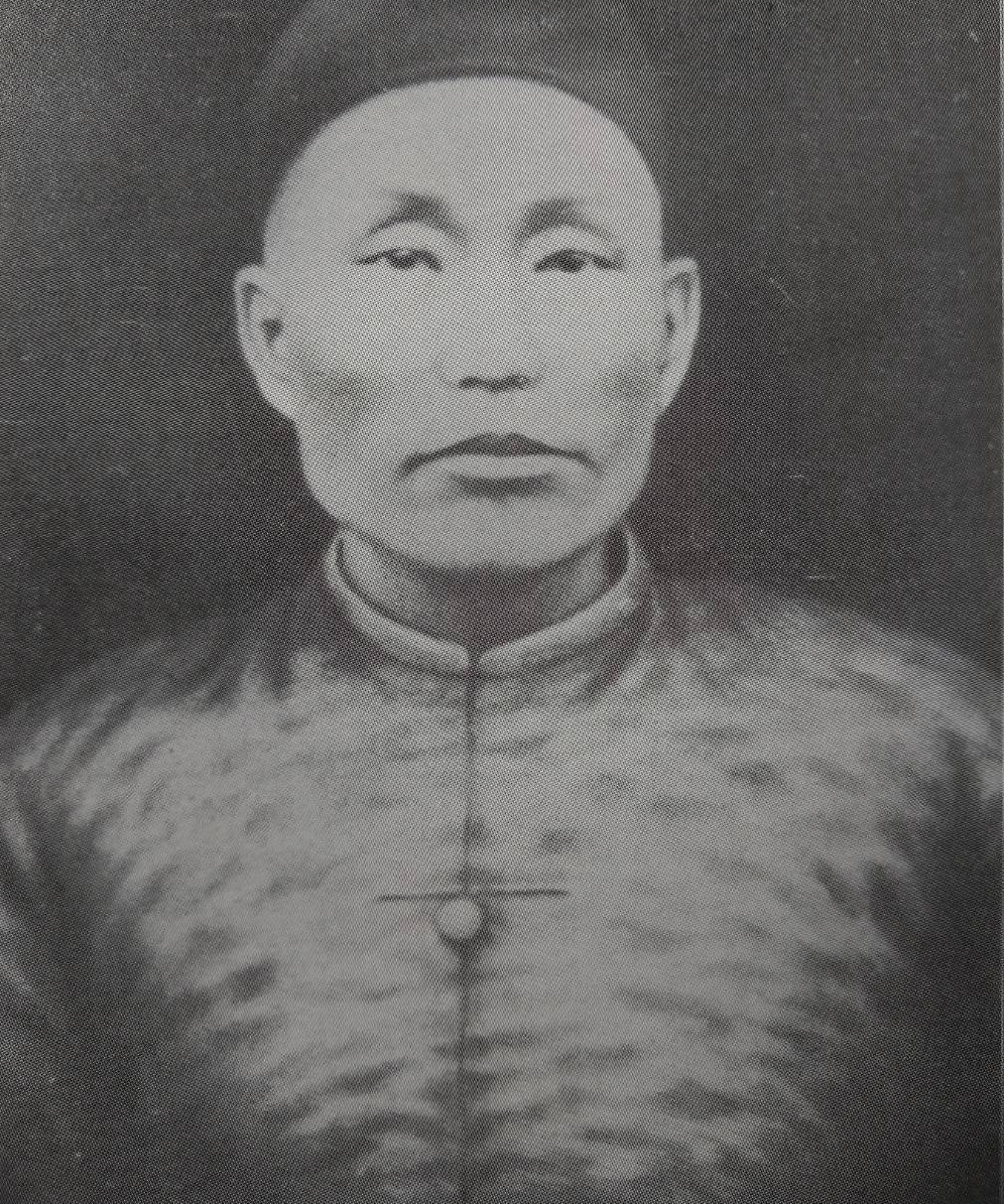
清にて請願活動を行っていた幸地朝常

幸地朝常による李鴻章との会見以前の1879年5月に李鴻章は清を訪れていた元米国大統領ユリシーズ・グラントに対して琉球問題に関する日清交渉の仲介を依頼しており、1880年8月から日清間の外交交渉が始まる。グラントが示した奄美諸島を日本、沖縄本島を琉球、宮古・八重山を清に帰属させる琉球三分案に対して、10月21日に日本が提示した沖縄本島以北を日本、宮古・八重山を清の領有とする琉球二分案で合意がなされた。しかし、分割反対・全土回復を請願していた幸地らの訴えによって分割を定める条約調印の直前に清は一転、再交渉に転じた。
この時期、救国請願を目的とした清国への亡命者が後を絶たず、1885年には運動のピークに達する。清国政府に提出された全31通の請願書のうち、1879年から1885年までに出された請願書が28通に及ぶ。
1885年4月の清仏戦争敗北によって清の国力が弱体化すると、清における救国運動も低迷の方向に向かう。活動家にも失望感が増幅し、断続的に琉球に帰る者が出た。1889年には大日本帝国憲法発布に伴う大赦令によって清への無許可渡航や県政への抵抗運動に対する処罰規定が停止する。また、多くの活動家がこの時期に相次いで中国で客死し、清国に提出された請願書が激減する。一方で琉球内部では、就学率の上昇などの行政改革により世代間で認識に相違が生まれ、抵抗勢力の力も弱まっていた。
尚泰に近い非主流・柔軟派である開化党は『琉球新報』を創刊し、「沖縄の進歩的発展」、「国民的同化」を訴えながら旧勢力の結集・温存を図った。なお、請願書については1887年8月以降のものは発見されていない。

### 日清戦争以後
1895年の日清戦争で日本が勝利し、台湾が日本に割譲されると、琉球救国運動の活動家にとっては決定的な絶望となった。清における請願活動が完全に停止し、これをもって琉球救国運動が終焉へと向かう。救国運動の挫折によって主流強硬派は壊滅したが、その一部は非主流柔軟派に近づき、公同会運動と呼ばれる最終的抵抗を試みたが、この運動自体も大規模な展開とならずに自然消滅の方向に向かった。
1896年には福州での中心的役割を担っていた浦添朝忠や知花朝章が26人とともに帰国。渡清人への処罰は廃止されていたため処罰はなく、知花朝章は後に首里区長となった。
1898年に徴兵令が施行されると、徴兵忌避者が福州の琉球館を拠点として経済活動を行うようになる。琉球館を拠点とした活動は1937年までつづいた。

## 日本の対応
1879年の琉球処分までは、琉清関係断絶命令による清へ出国する船舶の差し止めが主たるものであり、渡航者の逮捕・抑留はできなかった。しかし、琉球処分がなされると「処分」の執行権限を根拠として渡清の処罰が可能となり、1879年6月には最初の拷問死の事例が発生している。
沖縄県政初期は無許可の脱清人を留置していたが、1882年ごろには解放しており、その後は留置せずに取り調べに留まり、この時期は処罰がなされなかった。1885年に西村捨三県令が無許可渡清の処罰を訴えると、琉球王国の科律を一部復活させ、渡清者への500日以下の禁錮などの処罰が定められる。さらに1886年には処罰の対象が渡清のみならず反政府行為全般に拡大され、経済制裁と集会の規制が行われた。
なお、1889年に大日本帝国憲法が発布すると大赦令によって、清への無許可渡航や県政への抵抗運動に対する処罰規定が停止する。

## 運動の特徴
琉球救国運動の特徴は以下の通りである。
1. 東京・琉球諸島・清(福州・天津・北京)にわたる大規模な展開と形態の多様性、非暴力性
2. 士族を中心としたエリート層主導による運動
3. 農民の運動参加に際する環境的制約
4. 復国理念に基づいた運動
5. 反日的性格

## 運動失敗の背景
伊東 (1987)は、琉球処分後清国政府への請願が長期にわたって続けられたにもかかわらず失敗に終わった背景として、清が動かなかったことが理由であるとしている。その要因として対外問題に積極的であり、清仏戦争が終わり次第琉球問題に取り組むことを約束していた左宗棠が1885年に死去した事や、琉球における抵抗運動を持続できなかったことを挙げている。また、朝鮮やベトナムと異なって清が軍事介入に踏み込まなかった根源的な理由を、17世紀以来の日清への両属関係とそれに対する清の黙認であるとしている。

## 歴史的評価
林 (2003)は中華思想の範囲内であるとしながらも、エリート層によって自律的に運動が展開されたことから他律的なイメージの強い琉球の歴史の中で「格別の意味を有している」としており、「うちなんちゅ」の自己意識と「やまとんちゅ」の他者意識が定着し、「琉球アイデンティティ」が凝集されたとしている。
後田多 (2010)は、初期の活動が琉球王府の外交行為として諸外国の在日領事館や外交官へアプローチしていたことに注目している。また、救国運動の理念が徴兵忌避へと結びつき、「反戦」という意味を持っていたとも評価している。
一方で、琉球の国内事情としては、救国運動が旧士族層によって行われ、農民やその他民衆の各層はあまり活動しておらず、むしろ租税負担に苦しんでいたため、「琉球を守るためではなく、旧士族の利益を擁護するための活動であった」という一面が指摘されている。
また、琉球救国運動の活動は沖縄において自由民権運動をはじめとする民衆運動に継承されなかった。

## 研究史
この運動に対する体系的な研究はほとんどが1世紀近くたってから始まった。1970年代の比屋根照夫による論考が嚆矢であり、1980年代からは西里喜行、赤嶺守などが研究に当たった。それ以前(とりわけ戦前)に運動について言及したものの多くは、運動関係者による状況説明、少し後の世代による歴史的事実としての記録に留まっている。
戦前の研究では、琉球側からは周辺の歴史的事実の証言、琉球の独自性といった観点から進められ、日本側からは琉球帰属問題の日清間での紛議として捉えられた。
研究が遅れた背景として後田多 (2010)は、1972年の沖縄返還まで「琉球帰属問題」が国際的に未解決のテーマとして存在しており、政治的な評価と直接的に結びついていたことがあると指摘している。